# 林区诺伊基兴
林区诺伊基兴是奥地利上奥地利州格里斯基兴县的一个市镇。总面积15.8平方公里，总人口1612人，人口密度102.0人/平方公里（2005年）。